# Vua bánh mì
Vua bánh mì (tiếng Hàn: 제빵왕 김탁구; Romaja: Jeppang-wang Kim Tak-gu; tiếng Anh: Bread, Love and Dreams)  là một bộ phim truyền hình Hàn Quốc của đài truyền hình KBS dài 30 tập với sự tham gia của các diễn viên Yoon Shi Yoon, Joo Won, Eugene và Lee Young Ah. Bộ phim được lấy bối cảnh trong những năm thập niên 70 đến thập niên 90, kể về một thợ làm bánh trẻ tuổi quyết tâm vượt qua nhiều thử thách để trở thành thợ làm bánh giỏi nhất Hàn Quốc. Phim đã được phát sóng trên kênh KBS2 vào lúc 21h55 thứ 4 và thứ 5 hằng tuần, từ ngày 9 tháng 6 đến ngày 16 tháng 9 năm 2010.
Bộ phim là một trong những chương trình truyền hình được xem nhiều nhất tại Hàn Quốc vào năm 2010. Trong quá trình công chiếu, tỷ suất người xem (rating) của phim liên tục tăng qua từng tập, đỉnh điểm là tập cuối với rating cao nhất đạt đến 50,9%, xếp thứ 25 trong tổng số các bộ phim có tỷ suất người xem cao nhất mọi thời đại. Đây cũng được coi là vai diễn đột phá của nam diễn viên chính Yoon Shi Yoon, anh cũng đã nhận được nhiều lời khen ngợi với diễn xuất chân thực trong phim, qua đó đưa tên tuổi của anh lên một tầm cao mới.
Tại Việt Nam, bộ phim đã được mua bản quyền và phát sóng lần đầu tiên trên kênh HTV2 với tựa đề tiếng Việt "Vua bánh mì". Phim được phát sóng vào 20h từ thứ 2 đến thứ 6 hằng tuần, bắt đầu từ ngày 12 tháng 3 năm 2012.

## Nội dung
Kim Tak Goo là con trai riêng của chủ tịch của tập đoàn Geo Seong là Goo Il Joong và người tình của mình, anh đã được làm người thừa kế vì tài năng tột bậc của mình trong nướng bánh. Tuy nhiên, quyền thừa kế của Tak Goo đã bị tước đi do âm mưu của người vợ hợp pháp của cha và người em là con trai của bà chủ tịch cùng người tình của bà cũng là người được chủ tịch Goo Il Joong tin tưởng nhất. Với quyết tâm lớn để thành công và trở thành vua làm bánh số một trong ngành công nghiệp làm bánh, Tak Goo đã tự mình xây dựng lại sự nghiệp từ đầu.
Nhiều khó khăn và đau đớn đã cản trở anh trên bước đường cố gắng để đạt được mục đích cuối cùng khi anh bị vướng vào giữa 2 người phụ nữ. Tình yêu đầu tiên, người đã phản bội anh vì mối quan tâm riêng của mình và một người phụ nữ khác, người đã cùng anh trải qua tất cả những khó khăn đau thương.

## Diễn viên

### Gia đình họ Kim
| Diễn viên    | Vai                     |
| ------------ | ----------------------- |
| Yoon Si Yoon | Kim Tak Goo             |
| Jun Mi Sun   | Kim Mi Sun (mẹ Tak Goo) |
| Oh Jae Moo   | Kim Tak Goo (lúc nhỏ)   |

### Gia đình họ Gu
| Diễn viên       | Vai                   |
| --------------- | --------------------- |
| Jun Kwang Ryul  | Gu II Jong            |
| Jun In Hwa      | Seo In Suk            |
| Joo Won         | Gu Mal Joon           |
| Shin Dong Woo   | Gu Mal Joon (lúc nhỏ) |
| Choi Ja Hye     | Gu Ja Kyung           |
| Ha Seung Ri     | Gu Ja Kyung (lúc trẻ) |
| Kang Ye Seo     | Gu Ja Kyung (lúc nhỏ) |
| Choi Yoon Young | Gu Ja Rim             |
| Kim So Hyun     | Gu Ja Rim (lúc nhỏ)   |

### Gia đình họ Shin
| Diễn viên      | Vai                                 |
| -------------- | ----------------------------------- |
| Kim Yoo-jin    | Shin Yoo Kyung                      |
| Jo Jong Eun    | Shin Yoo Kyung (lúc nhỏ)            |
| Kwon Yong Woon | Shin Bae Shin Shi Ho (bố Yoo Kyung) |

### Gia đình họ Yang
| Diễn viên      | Vai                        |
| -------------- | -------------------------- |
| Lee Young Ah   | Yang Mi Sun                |
| Jang Hang Sun  | Yang Pal Bong (ông Mi Sun) |
| Park Sang Myun | Yang In Mok (bố Mi Sun)    |
| Hwang Mi Sun   | Oh Youngja (mẹ Mi Sun)     |

### Các diễn viên khác
| Diễn viên       | Vai           |
| --------------- | ------------- |
| Park Sung Woong | Jo Jin Gu     |
| Lee Han Wie     | Heo Gap Soo   |
| Jung Hye Sun    | Madam Hong    |
| Park Yong Jin   | Go Jae Bok    |
| Kang Chul Sung  |               |
| Jung Sung Mo    | Han Seung Jae |

## Nhạc phim
1. At The End of The Day (하루의 끝에) – V.O.S
2. Love You To Death (죽도록 사랑해) – KCM feat. Soul Drive
3. That Person (그 사람) – Lee Seung-chul
4. Only One (단 한사람) – Bada
5. Hope is A Dream That Doesn't Sleep (희망은 잠들지 않는 꿈) – Kyuhyun (Super Junior)
6. For Me (나를 위해) – Michelle Yoo-jin
7. Only You (너 하나만) – Yoon Shi-yoon
8. It Was Love (사랑이야) – Lee Young-ah
9. My Love (내사랑) – Joo Won
10. Now Go And See (지금 만나러 간다) – Code V

## Tỷ suất người xem (Rating)
| Tập #      | Ngày phát sóng      | Bình quân khán giả | Bình quân khán giả | Bình quân khán giả | Bình quân khán giả |
| Tập #      | Ngày phát sóng      | TNmS Ratings       | TNmS Ratings       | AGB Nielsen        | AGB Nielsen        |
| Tập #      | Ngày phát sóng      | Toàn quốc          | Vùng thủ đô Seoul  | Toàn quốc          | Vùng thủ đô Seoul  |
| ---------- | ------------------- | ------------------ | ------------------ | ------------------ | ------------------ |
| 1          | 9 tháng 6 năm 2010  | 15.7% (6th)        | 16.3% (6th)        | 14.2% (6th)        | 13.8% (7th)        |
| 2          | 10 tháng 6 năm 2010 | 16.9% (5th)        | 18.4% (1st)        | 14.4% (6th)        | 14.5% (7th)        |
| 3          | 16 tháng 6 năm 2010 | 28.5% (1st)        | 29.1% (1st)        | 26.4% (1st)        | 28.3% (1st)        |
| 4          | 17 tháng 6 năm 2010 | 25.3% (2nd)        | 26.4% (2nd)        | 24.2% (2nd)        | 26.3% (2nd)        |
| 5          | 23 tháng 6 năm 2010 | 28.5% (2nd)        | 28.6% (2nd)        | 27.1% (2nd)        | 28.4% (2nd)        |
| 6          | 24 tháng 6 năm 2010 | 32.2% (1st)        | 32.5% (1st)        | 31.1% (1st)        | 31.8% (1st)        |
| 7          | 30 tháng 6 năm 2010 | 33.4% (1st)        | 33.6% (1st)        | 31.0% (1st)        | 32.2% (1st)        |
| 8          | 1 tháng 7 năm 2010  | 35.8% (1st)        | 35.9% (1st)        | 31.6% (1st)        | 30.8% (1st)        |
| 9          | 7 tháng 7 năm 2010  | 38.1% (1st)        | 38.6% (1st)        | 33.4% (1st)        | 34.7% (1st)        |
| 10         | 8 tháng 7 năm 2010  | 34.5% (1st)        | 34.9% (1st)        | 33.0% (1st)        | 33.8% (1st)        |
| 11         | 14 tháng 7 năm 2010 | 35.9% (1st)        | 35.2% (1st)        | 34.1% (1st)        | 34.0% (1st)        |
| 12         | 15 tháng 7 năm 2010 | 36.9% (1st)        | 36.1% (1st)        | 35.3% (1st)        | 35.2% (1st)        |
| 13         | 21 tháng 7 năm 2010 | 38.5% (1st)        | 37.7% (1st)        | 37.3% (1st)        | 37.0% (1st)        |
| 14         | 22 tháng 7 năm 2010 | 38.4% (1st)        | 36.5% (1st)        | 37.9% (1st)        | 38.2% (1st)        |
| 15         | 28 tháng 7 năm 2010 | 39.7% (1st)        | 39.2% (1st)        | 36.6% (1st)        | 35.7% (1st)        |
| 16         | 29 tháng 7 năm 2010 | 39.9% (1st)        | 38.6% (1st)        | 37.9% (1st)        | 38.1% (1st)        |
| 17         | 4 tháng 8 năm 2010  | 42.5% (1st)        | 42.3% (1st)        | 39.5% (1st)        | 39.8% (1st)        |
| 18         | 5 tháng 8 năm 2010  | 44.4% (1st)        | 44.0% (1st)        | 40.5% (1st)        | 40.2% (1st)        |
| 19         | 11 tháng 8 năm 2010 | 44.9% (1st)        | 44.0% (1st)        | 42.3% (1st)        | 42.4% (1st)        |
| 20         | 12 tháng 8 năm 2010 | 44.6% (1st)        | 43.8% (1st)        | 42.6% (1st)        | 43.9% (1st)        |
| 21         | 18 tháng 8 năm 2010 | 44.0% (1st)        | 42.6% (1st)        | 41.9% (1st)        | 42.4% (1st)        |
| 22         | 19 tháng 8 năm 2010 | 43.7% (1st)        | 42.9% (1st)        | 42.3% (1st)        | 41.9% (1st)        |
| 23         | 25 tháng 8 năm 2010 | 44.1% (1st)        | 44.1% (1st)        | 43.6% (1st)        | 44.6% (1st)        |
| 24         | 26 tháng 8 năm 2010 | 44.7% (1st)        | 44.2% (1st)        | 41.9% (1st)        | 41.9% (1st)        |
| 25         | 1 tháng 9 năm 2010  | 45.8% (1st)        | 44.9% (1st)        | 44.0% (1st)        | 44.4% (1st)        |
| 26         | 2 tháng 9 năm 2010  | 48.4% (1st)        | 47.2% (1st)        | 45.0% (1st)        | 46.1% (1st)        |
| 27         | 8 tháng 9 năm 2010  | 47.5% (1st)        | 47.0% (1st)        | 43.3% (1st)        | 43.2% (1st)        |
| 28         | 9 tháng 9 năm 2010  | 48.2% (1st)        | 46.4% (1st)        | 44.7% (1st)        | 44.5% (1st)        |
| 29         | 15 tháng 9 năm 2010 | 46.5% (1st)        | 45.5% (1st)        | 45.3% (1st)        | 44.2% (1st)        |
| 30         | 16 tháng 9 năm 2010 | 50.8% (1st)        | 49.7% (1st)        | 49.3% (1st)        | 48.3% (1st)        |
| Trung bình | Trung bình          | 38.6%              | 32.2%              | 36.4%              | 36.7%              |

## Kênh trình chiếu
| Năm  | Quốc gia    | Kênh trình chiếu | Tên phim theo các nước    |
| ---- | ----------- | ---------------- | ------------------------- |
| 2010 | Hàn Quốc    | KBS2             | 제빵왕-김탁구             |
| 2011 | Hoa Kỳ      | Không rõ         | King of Baking, Kim Takgu |
| 2012 | Philippines | GMA Network      | King of Baking, Kim Takgu |
| 2012 | Indonesia   | Không rõ         | King of Baking, Kim Takgu |
| 2012 | Nhật Bản    | Không rõ         | 製パン王-キム・タック     |
| 2012 | Trung Quốc  | CCTV             | 麵包王金卓求              |
| 2012 | Việt Nam    | HTV2             | Vua bánh mì               |

## Giải thưởng
| Giải thưởng                                    | Trao cho                  | Kết quả   |
| ---------------------------------------------- | ------------------------- | --------- |
| Nam diễn viên chính xuất sắc nhất              | Yoon Si Yoon              | Đoạt giải |
| Nữ diễn viên xuất sắc nhất                     | Eugene                    | Đoạt giải |
| Cặp đôi đẹp nhất                               | Yoon Si Yoon-Lee Young Ah | Đề cử     |
| Nam diễn viên đóng vai phản diện xuất sắc nhất | Jung Sung Mo              | Đề cử     |
| Diễn viên xuất sắc nhất                        | Jeon Gwang Ryeol          | Đoạt giải |
| Nữ diễn viên đóng vai phản diện xuất sắc nhất  | Joon In Hwa               | Đề cử     |
| Ca sĩ hát nhạc phim hay nhất                   | Joo Won                   | Đề cử     |
| Nữ diễn viên xuất sắc nhất                     | Lee Young Ah              | Gold      |
| Nữ diễn viên xuất sắc nhất                     | Eugene                    | Đề cử     |

## Phiên bản Việt Nam
Phiên bản Việt hoá do Công ty Mega GS (Thành phố Hồ Chí Minh) sản xuất. Đạo diễn Nguyễn Phương Điền đã công bố dàn diễn viên của phim Vua bánh mì. Trong đó có những tên tuổi đã như NSƯT Lê Thiện, NSƯT Hữu Châu, Nhật Kim Anh, Cao Minh Đạt, Thân Thúy Hà, NSƯT Trương Minh Quốc Thái, Phương Dung, Tấn Thi, Trung Dũng.
Bên cạnh đó là những tên tuổi trẻ sẽ vào vai chính như Ngọc Thảo, Trương Mỹ Nhân, Quốc Huy và Bạch Công Khanh. Theo đó Quốc Huy sẽ sắm vai chính Kim Tak Goo từng được Yoon Shi Yoon đảm nhận, còn Bạch Công Khanh sẽ vào vai từng được Joo Won thể hiện thành công.
Đạo diễn Nguyễn Phương Điền cho biết sẽ làm lại 1 phiên bản Vua bánh mì mang đậm tính dân tộc nhất có thể và thấm đẫm tình cảm của con người Việt Nam.
Bộ phim dài 81 tập được phát sóng vào lúc 20h00 từ thứ Hai đến thứ Bảy trên kênh THVL1 từ 22/09 đến 24/12/2020.